# Pascal-Firmin Ndimira
 (avril 2020).
Si vous disposez d'ouvrages ou d'articles de référence ou si vous connaissez des sites web de qualité traitant du thème abordé ici, merci de compléter l'article en donnant les références utiles à sa vérifiabilité et en les liant à la section « Notes et références ».
Pascal-Firmin Ndimira, né le 9 avril 1956à Ngozi, est un homme d'État burundais. Il est premier ministre du 25 juillet 1996 au 12 juillet 1998, jour où est abolie la fonction de premier ministre. Pendant 22 ans, il n'y aura aucun premier ministre au Burundi, jusqu'à ce que Alain-Guillaume Bunyoni soit nommé le 23 juin 2020. Ndimira est membre de l'Union pour le progrès national (UPRONA).